# Mariana Lima
Mariana Gomes Ferreira Lima-Díaz (São Paulo, 17 de septiembre de 1972) es una actriz brasileña.

## Vida privada
Está casada con el director Enrique Díaz, con quien tiene dos hijas, Elena y Antônia.

## Filmografía

### Televisión
| Año  | Título                | Personaje         |
| ---- | --------------------- | ----------------- |
| 1996 | El rey del ganado     | Liliana Caxias    |
| 1998 | Serras Azuis          | Branca Bela       |
| 1998 | Mulher                |                   |
| 2002 | Deseos de mujer       | Antônia Donaggio  |
| 2003 | Os Normais            | Bia               |
| 2006 | Hijos del Carnaval    | Ana Cristina      |
| 2006 | Pé na Jaca            | JJ                |
| 2010 | Diversão.com          | Luciana           |
| 2011 | Cuento encantado      | Rainha Helena     |
| 2012 | O Brado Retumbante    | Fernanda Dummont  |
| 2012 | Sessão de Terapia     | Ana               |
| 2012 | Doce de Mãe           | Susana de Souza   |
| 2014 | Doce de Mãe           | Susana de Souza   |
| 2014 | La Fiesta             | Roberta Camargo   |
| 2015 | Partes de mí          | Isabel            |
| 2016 | Magnifica 70          | Marina Boaventura |
| 2016 | Lúcia McCartney       | Eleonor           |
| 2017 | Os Dias Eram Assim    | Natália Andrade   |
| 2017 | Cidade Proibida       | Laura Fernandes   |
| 2018 | Assédio               | Glória Sadala     |
| 2020 | Onde Está Meu Coração | Sofia             |
| 2021 | Um Lugar ao Sol       | Ilana             |

### Películas
| Año  | Título                              | Rol                   | Notas      |
| ---- | ----------------------------------- | --------------------- | ---------- |
| 1995 | Sábado                              | Art Producer          |            |
| 1996 | Caligrama                           |                       | Short film |
| 1998 | Kenoma                              | Tira                  |            |
| 2002 | Lara                                | Dora                  |            |
| 2004 | Olga                                | Lígia Prestes         |            |
| 2004 | Bendito Fruto                       | Fernanda/Luciana      |            |
| 2006 | Árido Movie                         | Vera                  |            |
| 2009 | Rua dos Bobos                       |                       |            |
| 2010 | Outras Pessoas                      |                       | Short film |
| 2010 | A Alegria                           | Joana                 |            |
| 2010 | Eu e Meu Guarda-Chuva               | madre de Eugênio      |            |
| 2010 | A Suprema Felicidade                | Sofia                 |            |
| 2011 | Amor?                               | Claudia               |            |
| 2011 | Rânia                               | Estela                |            |
| 2012 | Sudoeste                            | Luzia                 |            |
| 2013 | Father's Chair                      | Branca                |            |
| 2014 | Boa Sorte                           | Mujer en supermercado | [ 8 ]      |
| 2016 | Amor em Sampa                       | Tutti                 | [ 9 ]      |
| 2017 | Quem é Primavera das Neves?         | Ela                   | Documental |
| 2017 | A Noite da Melhor Idade             |                       | [ 10 ]     |
| 2017 | Real – O Plano Por Trás da História | Denise                | [ 11 ]     |
| 2018 | Antes que eu me Esqueça             | Maria Pia             |            |
| 2018 | O Banquete                          | Bia                   |            |
| 2018 | Simonal                             | Laura Figueiredo      |            |
| 2018 | Sedução da Carne                    | Mulher                |            |
| 2018 | Filme Ensaio                        |                       | Documental |
| 2019 | A Terra Negra dos Kawa              |                       |            |
| 2019 | Antes Tarde                         |                       |            |

### Teatro
| Año  | Título                                            |
| ---- | ------------------------------------------------- |
| 1991 | Comala                                            |
| 1992 | O Amor de Dom Perlimplim com Belisa em seu Jardim |
| 1994 | Futebol                                           |
| 1995 | Livro de Jó                                       |
| 1998 | Tio Vãnia                                         |
| 2000 | Apocalipse 1.11                                   |
| 2001 | Raiz Quadrada de Menos Um                         |
| 2002 | A Paixão Segundo G.H.                             |
| 2006 | A Gaivota                                         |
| 2006 | Tudo Sobre Mulheres                               |
| 2009 | A Mulher Que Matou os Peixes e Outros Bichos      |
| 2011 | Piterodátilos                                     |
| 2012 | À Primeira Vista                                  |
| 2015 | Nômades                                           |
| 2016 | Os Realistas                                      |